# Каджано
Каджа̀но (на италиански: Caggiano) е малко градче и община в Южна Италия, провинция Салерно, регион Кампания. Разположено е на 828 m надморска височина. Населението на общината е 2791 души (към 2013 г.).